# Burzanka
Burzanka – struga, na Żuławach Wiślanych w gminach Milejewo i Elbląg.
Długość Burzanki wynosi 13,8 km. Struga wypływa w okolicy Wilkowa na wysokości 150 m n.p.m. Dalej płynie na południe przez Sierpin, Przezmark, Czechowo i na południe od Gronowa Górnego uchodzi do jeziora Druzno
.
Jej zlewnia zajmuje powierzchnię 20,2 km² i obejmuje obszar rolniczo-leśny o urozmaiconej rzeźbie terenu. Górny bieg Burzanki znajduje się w przykrawędziowej strefie Wysoczyzny Elbląskiej, środkowy płynie głęboką doliną o deniwelacjach do 30 m porośniętą lasem. Dolny odcinek jest obwałowany i przepływa przez płaski teren Żuław Wiślanych.
Górna część zlewni znajduje się w obrębie Parku Krajobrazowego Wysoczyzny Elbląskiej i Obszaru Chronionego Krajobrazu Wysoczyzny Elbląskiej – Wschód. Zaś dolna na terenie Obszaru Chronionego Krajobrazu Jeziora Drużno i obszaru Natura 2000 „Jezioro Drużno” PLB280013.
Przeprowadzone w 2004 roku badania stanu czystości wód wykazały IV klasę czystości.